# Dena Dietrich
Deanne Frances Dietrich, detta Dena (Pittsburgh, 4 dicembre 1928 – Los Angeles, 21 novembre 2020), è stata un'attrice statunitense.

## Filmografia parziale

### Cinema
- The Crazy World of Julius Vrooder, regia di Arthur Hiller (1974)
- Party selvaggio (The Wild Party), regia di James Ivory (1975)
- Gli spostati di North Avenue (The North Avenue Irregulars), regia di Bruce Bilson (1979)
- La pazza storia del mondo (History of the World, Part I), regia di Mel Brooks (1981)
- Crimine disorganizzato (Disorganized Crime), regia di Jim Kouf (1989)
- La chiave del successo (Love or Money), regia di Todd Hallowell (1990)
- The Sky Is Falling, regia di Florrie Laurence (1999)
- Sister's Keeper, regia di Kent Faulcon (2007)

### Televisione
- La costola di Adamo (Adam's Rib) – serie TV, 13 episodi (1973)
- Karen – serie TV, 13 episodi (1975)
- Buongiorno, dottor Bedford (The Practice) – serie TV, 27 episodi (1976-1977)
- I Roper (The Ropers) – serie TV, 6 episodi (1979-1980)
- Santa Barbara – soap opera, 10 puntate (1985-1986)
- La valle dei pini (All My Children) – serie TV, 4 episodi (1994)
- Philly – serie TV, 12 episodi (2001-2002)
- Un nipote speciale (Fielder's Choice) – film TV (2005)